# Federkiel

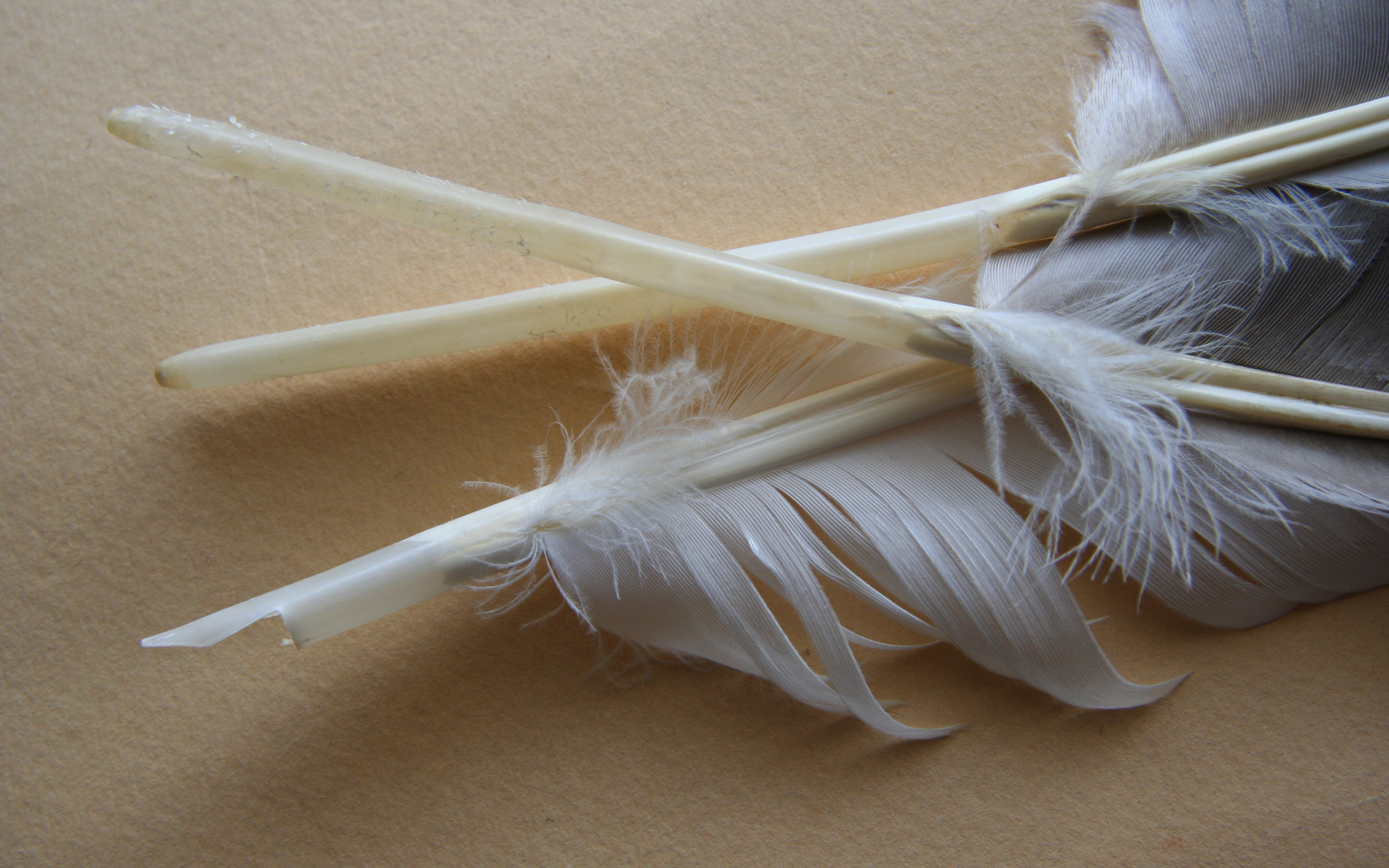
Federkiele

Ein Federkiel ist der mittlere Teil (Steg) einer Vogelfeder. Der obere Teil des Kiels wird Federschaft (Rhachis) genannt, der untere Federspule (Calamus) oder Spindel. An der Spule gibt es zwei Öffnungen: einen oberen Nabel (Umbilicus superior) und einen unteren Nabel (Umbilicus inferior). Bei den zu den Konturfedern gehörenden Deckfedern findet man bei vielen Vogelarten oberhalb des oberen Nabels noch eine sogenannte Nebenfeder (Hypopenna).

## Der Federkiel als Schreibgerät

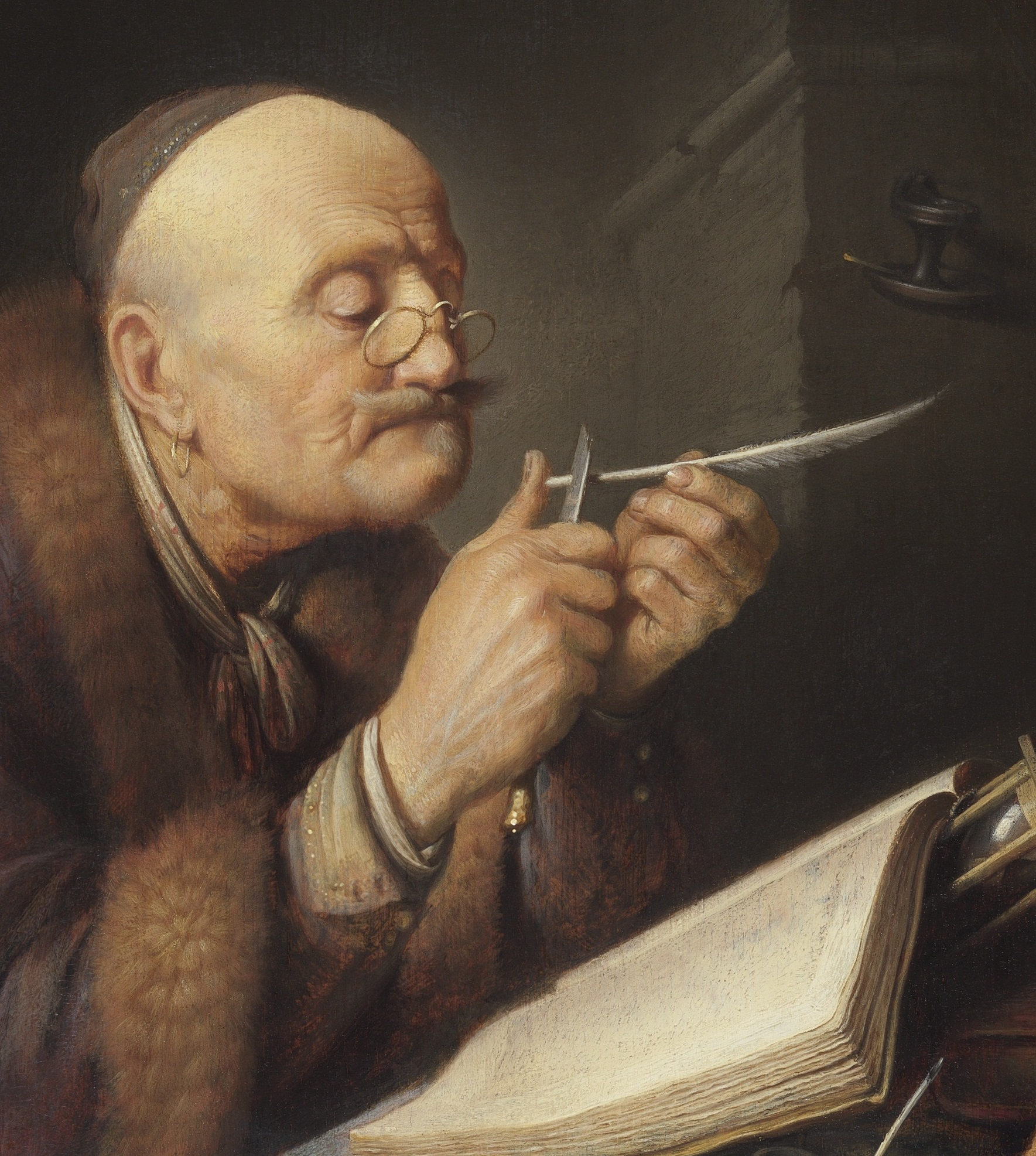
Gerrit Dou (1613–1675): Gelehrter, den Federkiel schärfend (1630–1635); The Leiden Collection, New York

Federkiele als Schreibfedern ersetzten in Europa seit dem 4. Jahrhundert n. Chr. das Schilfrohr (calamus) als Schreibgerät. Sie sind die Vorläufer der Schreibfedern aus Metall, meist aus Stahl oder Gold, wie häufig bei Füllfederhaltern verwendet. Da meist Federn von Gänsen verwendet wurden, werden sie auch Gänsekiel oder (älter) Gantenkiel genannt.
Zum Schreiben wurden in der Regel die fünf Federn von der äußersten Spitze eines Flügels genommen, da sie sich am besten eigneten. Wer mit einem Federkiel zu schreiben wünscht, sollte wegen der Form des Kiels als Linkshänder die Federn des rechten Flügels benutzen, als Rechtshänder die Federn des linken Flügels, denn die leicht gekrümmte Form der Federn an den Flügeln ist spiegelbildlich und wirkt sich auf die Handlichkeit beim Schreiben aus. Zum Schreiben wurde die störende Befiederung des Kiels meist entfernt.
Will man einen Kiel zuschneiden, so muss man ihn zunächst härten. Dazu wird der Kiel schräg angeschnitten und das Mark entfernt oder zurückgedrückt. Anschließend weicht man die Kiele in einem Glas Wasser solange ein, bis sie gänzlich weiß erscheinen. Den eingeweichten Kiel steckt man nun in ein Behältnis mit heißem Sand, der so heiß sein muss, dass die Kiele zwar zischen, aber nicht reißen. Man belässt sie so lange darin, bis sie an ihren Spitzen transparent sind. Zum Abschluss wird die auf dem Kiel befindliche Haut mit einem scharfen Messer heruntergekratzt und abgewischt. Anschließend kann der Zuschnitt erfolgen.
Erst zum Ende des 18. Jahrhunderts entwickelte man die Stahlfeder, die in einen Halter, den Federhalter, eingelassen wurde. Zuvor waren die Federkiele verbreitet und wurden allmählich verdrängt.
Die Feder hat als Schreibgerät hohen Symbolwert und steht für Bildung und Wissenschaft. Die Redewendung „Die Feder ist mächtiger als das Schwert“ (Edward Bulwer-Lytton, 1839) spiegelt die Bedeutung des geschriebenen Wortes wider.

## Weitere Verwendungen
- In der alpenländischen Federkielstickerei wird mit Pfauenfederkielen Leder bestickt.
- Federkiele wurden in der Musik der Renaissance als Plektren verwendet.
- Aus kräftigen Federkielen wie beispielsweise denen des Kolkraben wurden historisch und werden teils noch heute Kiele (Plektren) für das Cembalo zugeschnitten[4] (neben Kielen aus Kunststoff, Leder oder Messing). Auf dem Markt für Cembaloteile sind zum Beispiel Vogelfedern der Sorten Bussard, Gans, Geier, Krähe, Schwan und Truthahn erhältlich.
- Eine Figur im Sparkassen-Comicmagazin Knax hat den Namen Gantenkiel.